# Закон про інвестиційних консультантів
Закон про інвестиційних консультантів, 1940 (США) (англ. Investment Advisers Act of 1940) — закон, прийнятий Конгресом США, який стверджує, що будь-яка компанія або індивідуальний підприємець, які займаються консультуванням у сфері інвестицій у цінні папери, повинні зареєструватися в Комісії з торгівлі цінними паперами і повинні дотримуватися положень щодо захисту інвесторів.
На 2016 під управлінням інвестиційних консультантів перебували активи на $66 трлн.

## Поправки
У 1996 прийнято поправку, згідно з якою реєстрації в Комісії з торгівлі цінними паперами підлягають лише консультанти, під управлінням яких перебувають активи у розмірі не менше 25 млн. доларів США, або консультанти, які надають свої послуги вже зареєстрованій інвестиційній компанії.

## Реєстрація інвестиційних консультантів
Відповідно до закону, інвестиційні консультанти повинні зареєструватися з використанням форми ADV, за яку стягується відносно невелика плата. У формі ADV запитується така інформація, як освіта, досвід, точний тип бізнесу, активи, інформація про клієнтів, історія юридичного чи кримінального характеру, а також тип інвестиційної ради, яку буде запропоновано. Реєстрація відповідно до закону не означає схвалення інвестиційного консультанта, і особа чи фірма не можуть рекламувати себе. Частина 2A форми ADV становить основу «брошури», яку зареєстровані консультанти мають надавати клієнтам.
Зареєстровані інвестиційні консультанти зобов'язані оновлювати свою форму ADV не рідше одного разу на рік. Консультанти можуть отримувати компенсацію, засновану на виконанні їх рекомендацій, лише за певних обставин, і вони не можуть займатися надмірною торгівлею або отримувати прибуток від ринкової діяльності, що виникає внаслідок їх консультацій із клієнтами. Інвестиційні консультанти також повинні завжди діяти на користь своїх клієнтів та брати до уваги фінансове становище своїх клієнтів.
У законі також є багато положень щодо шахрайства з погляду реклами, контролю за активами клієнтів, залучення клієнтів та розкриття інформації.